# Phyllachora tritici-gracilis
Phyllachora tritici-gracilis är en svampart som först beskrevs av Castagne, och fick sitt nu gällande namn av Pier Andrea Saccardo 1883. Phyllachora tritici-gracilis ingår i släktet Phyllachora och familjen Phyllachoraceae.   Inga underarter finns listade i Catalogue of Life.